# HD154645
HD154645 — подвійна зоря. 
Ця подвійна система має видиму зоряну величину в смузі V приблизно 9,1.
Вона розташована на відстані близько 767,4 світлових років від Сонця.

## Подвійна зоря
Головна зоря цієї системи належить до хімічно пекулярних зір й має спектральний клас B9.
В той же час спектральний клас іншої компоненти залишається  ще не визначеним.

## Пекулярний хімічний склад
Зоряна атмосфера HD154645 має підвищений вміст 
Cr
.